# St. Josef (Weichtungen)

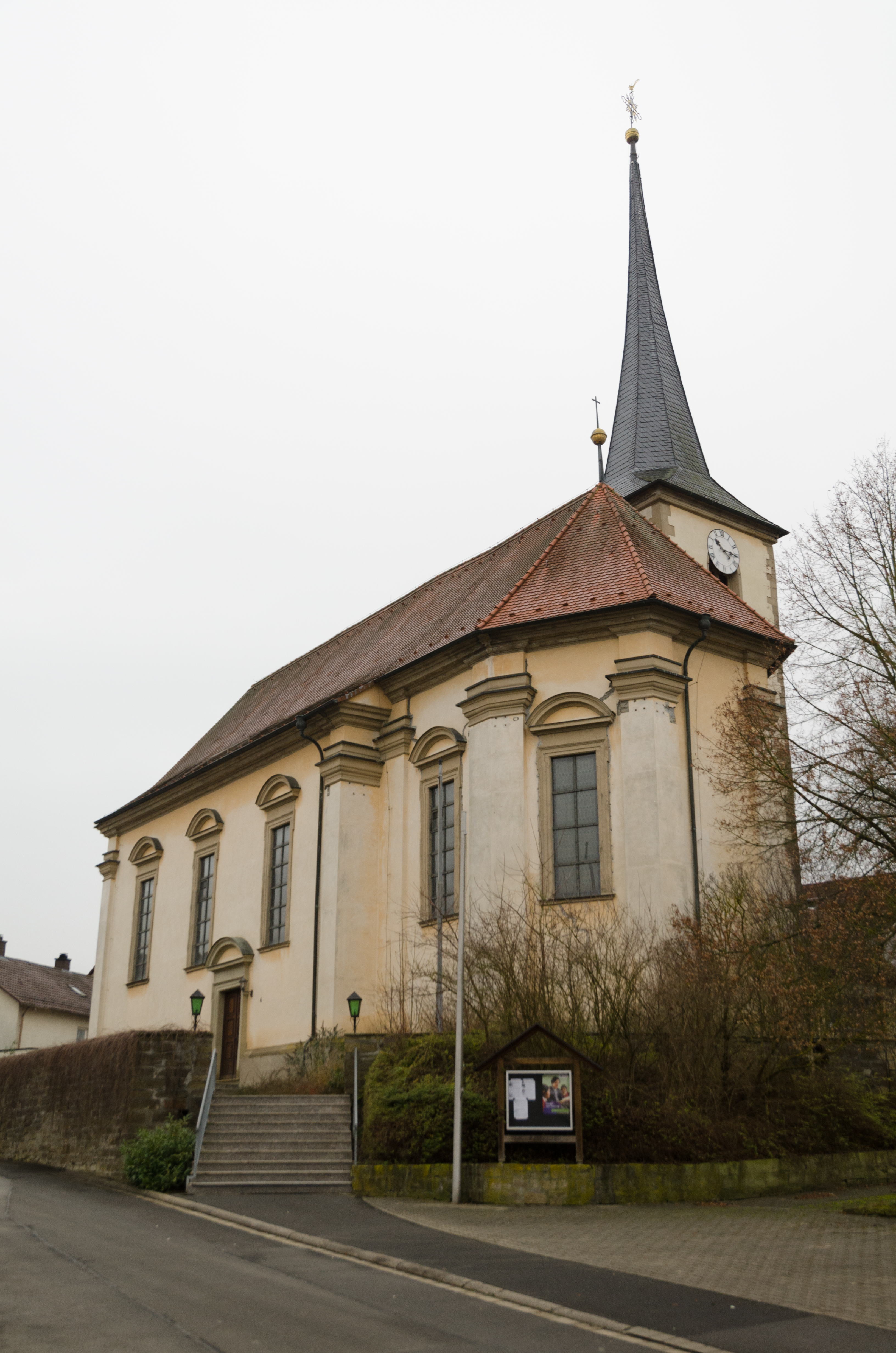
Die St. Josef-Kirche von Weichtungen.

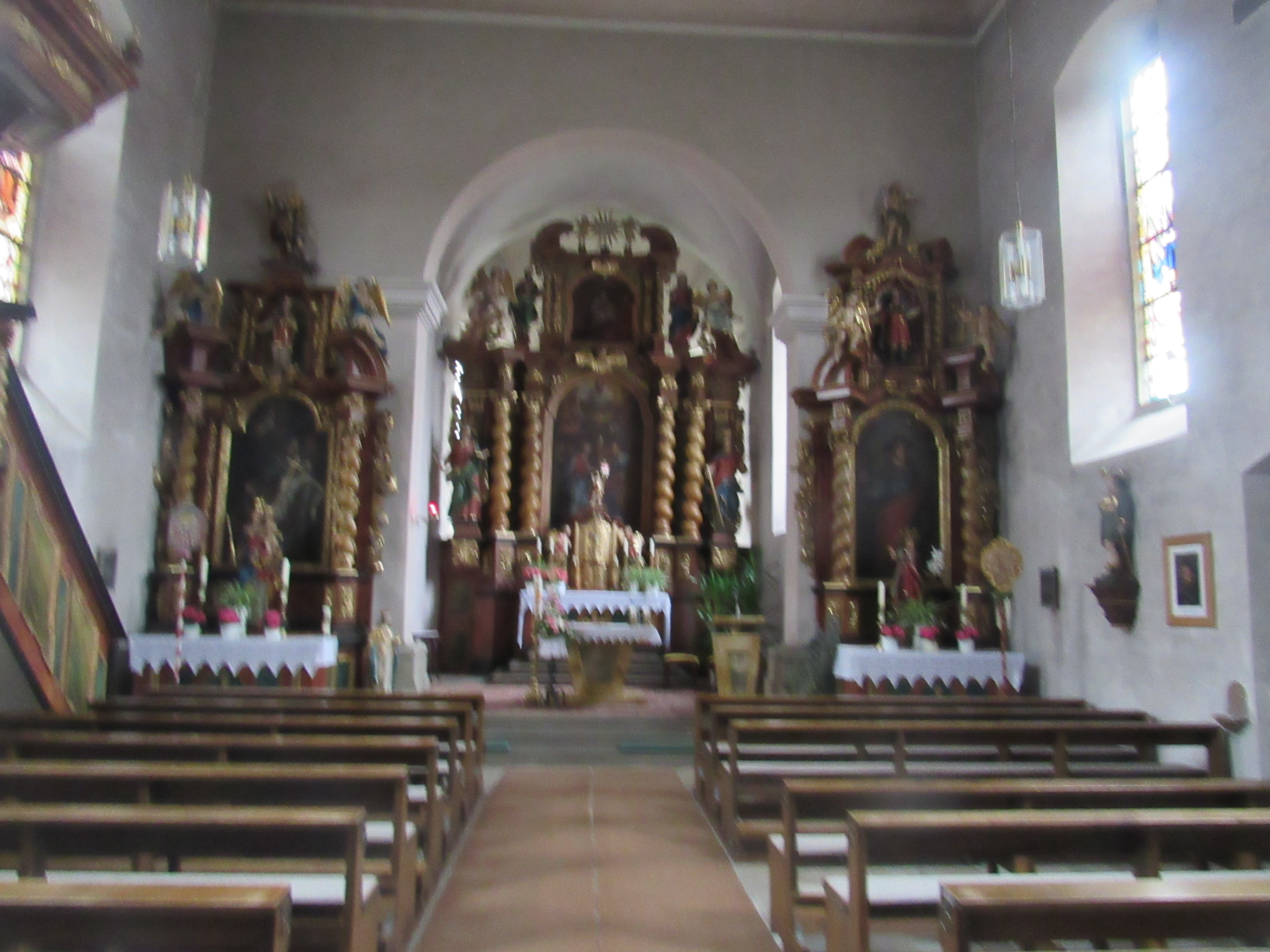
Innenraum der Kirche

Die römisch-katholische Kirche St. Josef in Weichtungen, einem Ortsteil des  Marktes Maßbach in Unterfranken und ist dem heiligen Josef von Nazaret geweiht.
Die Kirche gehört zu den Baudenkmälern von Maßbach und ist unter der Nummer D-6-72-131-31 in der Bayerischen Denkmalliste registriert.

## Geschichte
Das Gebäude der St.-Josef-Kirche wurde von 1698 bis 1708 erbaut; während das Turmuntergeschoss bereits aus dem 15. Jahrhundert stammt. Die Altäre der Kirche entstanden um 1700, die Kanzel im Jahr 1702.
Die Orgel wurde in den Jahren 1758 und 1759 von Johann Rudolf Voit aus Schweinfurt errichtet, von der in ganz Unterfranken nur noch zwei Orgeln vorhanden sind. Das Gehäuse der Orgel entstand um 1630.